# Liste der Monuments historiques in Vaudoncourt (Vosges)
Die Liste der Monuments historiques in Vaudoncourt führt die Monuments historiques in der französischen Gemeinde Vaudoncourt auf.

## Liste der Objekte
| Bezeichnung                                   | Beschreibung           | Standort                           | Kennzeichnung | Schutzstatus | Datum | Bild |
| --------------------------------------------- | ---------------------- | ---------------------------------- | ------------- | ------------ | ----- | ---- |
| Zwei Reliefs: Kreuzigung und Madonna mit Kind | Stein, 15. Jahrhundert | in der Kirche St-Barthélemy (Lage) | PM88000958    | Classé       | 1908  |      |
| Grabstein für Drouot de Vaudoncourt           | Stein, 16. Jahrhundert | in der Kirche St-Barthélemy (Lage) | PM88000959    | Classé       | 1908  |      |